# Solid State Sciences
Solid State Sciences, abgekürzt Solid State Sci., ist eine wissenschaftliche Fachzeitschrift, die vom Elsevier-Verlag veröffentlicht wird. Die erste Ausgabe erschien im Jahr 1999 Derzeit erscheint sie mit zwölf Ausgaben im Jahr. Es werden Arbeiten veröffentlicht, die sich mit der Festkörperchemie und -physik beschäftigen.
Der Impact Factor lag im Jahr 2014 bei 1,839. Nach der Statistik des ISI Web of Knowledge wird das Journal mit diesem Impact Factor in der Kategorie anorganische  Chemie an 21. Stelle von 44 Zeitschriften, in der Kategorie physikalische Chemie an 85. Stelle von 139 Zeitschriften und in der Kategorie Physik, kondensierte Materie an 34. Stelle von 67 Zeitschriften geführt.